# Lokomotivi Tbilisi
Lokomotivi Tbilisi (georgiska: ლოკომოტივი თბილისი) är en fotbollsklubb från den georgiska huvudstaden Tbilisi. För närvarande spelar klubben i den georgiska andradivisionen, Pirveli Liga. Klubben spelar sina hemmamatcher på Micheil Meschi-stadion i Tbilisi.

## Meriter
- Georgiska SSR-mästerskapet: 1937, 1945
- Georgiska cupen: 2000, 2002, 2005

## Placering tidigare säsonger

### Erovnuli Liga
| Säsong | Nivå | Liga          | Placering | Referens |
| ------ | ---- | ------------- | --------- | -------- |
| 2017   | 1    | Erovnuli Liga | 6         | [ 1 ]    |
| 2018   | 1    | Erovnuli Liga | 6         | [ 2 ]    |
| 2019   | 1    | Erovnuli Liga | 4         | [ 3 ]    |
| 2020   | 1    | Erovnuli Liga | 4         | [ 4 ]    |
| 2021   | 1    | Erovnuli Liga | 5         | [ 5 ]    |
| 2022   | 1    | Erovnuli Liga | 10        | [ 6 ]    |